# Aulus Persius Flaccus
Aulus Persius Flaccus (kurz Persius; * 4. Dezember 34 in Volterra; † 24. November 62) war ein römischer Dichter etruskischer Abstammung. In seinen Werken, Dichtungen und Satiren lehrte Persius die stoische Lebensweisheit und kritisierte zeitgenössische Missstände. Seine Werke wurden nach seinem Tod vom Philosophen Lucius Annaeus Cornutus herausgegeben und waren bis ins Mittelalter populär. Mit seinem bei ihm erstmals schriftlich erwähnten Motiv des habitare secum hat Persius auch die christliche Spiritualität geprägt.

## Leben
Persius wurde in der Toskana geboren. Beide Eltern waren angesehene Vertreter des Ritterstands. Er besuchte zunächst die Elementarschule in Volterra, mit zwölf Jahren nahm er ein Studium der Grammatik und Rhetorik in Rom auf.
Im Alter von 16 Jahren schloss er sich Lucius Annaeus Cornutus an, einem stoischen Philosophen. Persius’ Lebensführung und Dichtung wurden stark durch Cornutus beeinflusst. Er lernte im Kreis des Cornutus unter anderem Seneca kennen, soll allerdings keine gute Meinung von diesem gehabt haben.
Persius wird ein umgänglicher, zurückhaltender und anhänglicher Charakter zugeschrieben. Er starb im Alter von 27 Jahren am 24. November 62 an den Folgen einer Magenkrankheit.
Sein erhebliches Vermögen hinterließ er seiner Mutter und seiner Schwester, dem Cornutus vermachte er als Legat seine Bibliothek mit circa 700 Schriftrollen: et libros circa septingentos Chrysippi sive bibliothecam suam omnem.

## Werk
Persius schrieb sechs Satiren im Hexameter. Eine Praetexta (Tragödie mit nationalrömischem Inhalt) und Gedichte auf Arria, die Schwiegermutter des Thrasea (eines befreundeten Politikers), gingen verloren. Ein unvollendetes Satirenbuch wurde von Cornutus bearbeitet; dieser kürzte den Schluss der 6. Satire und entschärfte anstößige politische Anspielungen. Außerdem sind 14 Choliamben (Verse im Hinkjambus) teils am Ende, teils am Anfang der Satiren überliefert.
1. Satire: Absetzung der eigenen Intentionen, die sich an der alten Komödie, Lucilius und Horaz orientieren, von der Nichtigkeit des zeitgenössischen literarischen Getriebes
2. Satire: handelt vom rechten Gebet
3. Satire: handelt vom Zwiespalt zwischen Wissen und Handeln
4. Satire: handelt von der Selbsterkenntnis
5. Satire: Preisung der Philosophie als Quelle der wahren inneren Freiheit (sie ist dem verehrten Lehrer Lucius Annaeus Cornutus gewidmet)
6. Satire: ist an den befreundeten Dichter Caesius Bassus gerichtet und behandelt den rechten Gebrauch des Reichtums

## Name
Das Praenomen lautet gemäß einigen Darstellungen Aules, nicht Aulus, denn er stammte aus einer sich ihrer etruskischen Herkunft noch bewussten Familie. Dies begründet die Namensform.

## Textausgaben und Übersetzungen
- Aulus Persius Flaccus: Satyren. Text und Uebersetzung, mit Einleitungen und Erläuterungen versehen von Georg Gustav Fülleborn, Prof. Elisabethanum Breslau, Fromann Buchhandlung Züllichau und Freystadt 1794.
- Wendell Vernon Clausen (Hrsg.): A. Persi Flacci et D. Ivni Ivvenalis Satvrae, Oxford 1959 (mehrere Nachdrucke, zuletzt 1992)
- Aulus Persius Flaccus: Satiren. Herausgegeben, übersetzt und kommentiert von Walter Kißel, Heidelberg 1990, ISBN 3-533-04126-3
- A. Persii Flacci saturae. Commentario atque indice rerum notabilium instruxit Helgus Nikitinski. Accedunt varia de Persio iudicia saec. XIV-XX. K.G. Saur, München, Leipzig 2002, (Auszüge online).
- Walter Kißel (Hrsg.): A. Persius Flaccus, Saturarum liber (Bibliotheca Teubneriana). Berlin 2007.

## Scholien
- Wendell V. Clausen, James E. G. Zetzel (Hrsg.): Commentum Cornuti in Persium. Recognoverunt et adnotatione critica instruxerunt. Saur, München u. a. 2004, ISBN 3-598-71578-1.
- James E. G. Zetzel: Marginal Scholarship and Textual Deviance. The Commentum Cornuti and the early scholia on Persius (= Bulletin of the Institute of Classical Studies. Supplement. 84). Institute of Classical Studies, London 2005, ISBN 0-900587-96-2.
- Udo W. Scholz, Claudia Wiener: Persius-Scholien. Die lateinische Persius-Kommentierung der Traditionen A, D und E. Eingeleitet und herausgegeben unter Mitarbeit von Ulrich Schlegelmilch (= Wissensliteratur im Mittelalter. Band 46). Reichert, Wiesbaden 2009, ISBN 978-3-89500-631-9.
- Udo W. Scholz: Persius-Scholien. Die lateinische Persius-Kommentierung der Tradition C. Unter Mitwirkung von Konrad Goehl eingeleitet und herausgegeben (= Wissensliteratur im Mittelalter. Band 55). Reichert, Wiesbaden 2018, ISBN 978-3-95490-281-1.
- Udo W. Scholz: Persius-Scholien. Die lateinische Persius-Kommentierung der Tradition B. Unter Mitwirkung von Konrad Goehl eingeleitet und herausgegeben (= Wissensliteratur im Mittelalter. Band 58). Reichert, Wiesbaden 2023, ISBN 978-3-7520-0700-8.